# 1818 en arts plastiques
| Années des arts plastiques : 1815 - 1816 - 1817 - 1818 - 1819 - 1820 - 1821    |
| Décennies des arts plastiques : 1780 - 1790 - 1800 - 1810 - 1820 - 1830 - 1840 |

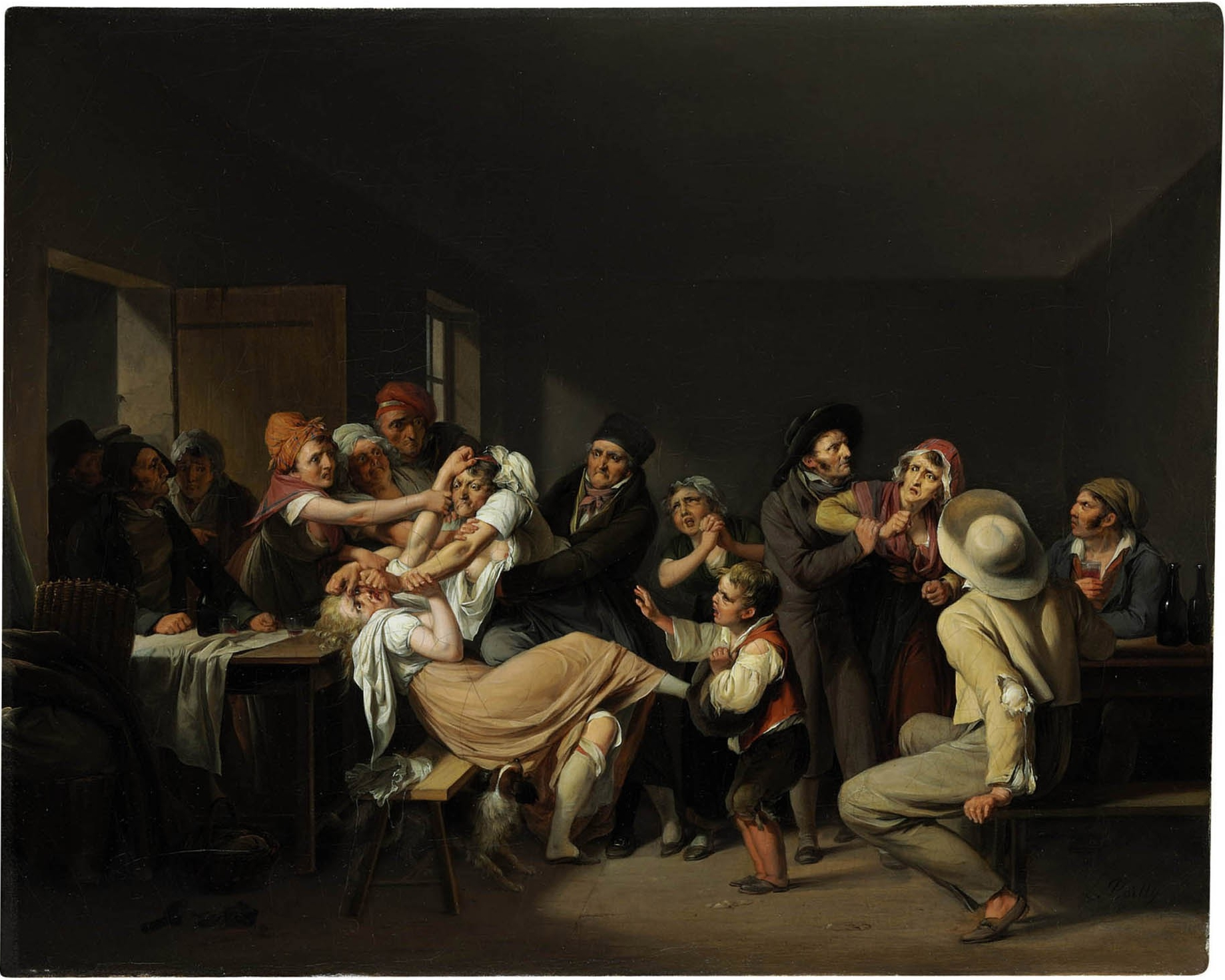
Les Femmes se battent, de Louis Léopold Boilly.

Cette page concerne l'année 1818 en arts plastiques.

## Événements
- 23 juin : Ouverture du Salon de Bruxelles de 1818, quatrième édition d'une exposition d'œuvres d'artistes vivants.

## Naissances
- 6 janvier : Édouard Huberti, peintre belge († 12 juin 1880),
- 26 janvier : Gustave Buschmann, peintre et graveur belge († 14 juin 1852),
- 12 février : Luigi Sabatelli, peintre italien († 5 mai 1899),
- 23 février : Antonio Fontanesi, peintre et graveur italien († 17 avril 1882),
- 29 mars : Consalvo Carelli, peintre italien († 2 décembre 1900),
- 3 avril : 
  - Ferdinand Theodor Dose, peintre allemand († 29 avril 1851),
  - Jean-François Portaels, peintre belge († 8 février 1895),
- 4 avril : Carl Steffeck, peintre allemand († 11 juillet 1890),
- 15 avril : Félix Benoist, peintre, dessinateur et lithographe français († 20 septembre 1896),
- 28 avril : 
  - Louis Laurent-Atthalin, peintre aquarelliste français († 27 avril 1893),
  - Jean-Marie Fugère, dessinateur, graveur et lithographe français († 1er janvier 1882),
- 4 mai : Raymond Balze, peintre et pastelliste français († 26 février 1909),
- 7 mai : Félix Brissot de Warville, peintre français († 26 juin 1892),
- 16 juin : Filippo Palizzi, peintre italien († 11 septembre 1899),
- 18 juin : Armand Leleux, peintre français († 1er juin 1885),
- 20 juin : Manuel Rodríguez de Guzmán, peintre espagnol († 1867),
- 28 juillet : Hubert Clerget, peintre et lithographe français († 4 mars 1899),
- 2 août : Jean-Adolphe Beaucé, peintre français († 13 juillet 1875),
- 11 août : Edouard Gisler, peintre belge († 23 juin 1882),
- 9 septembre : Jules Richomme, peintre de paysage, de genre et d'histoire français († 16 octobre 1903),
- 25 septembre : Alphonse Colas, peintre français († 11 juillet 1887),
- 1er octobre : Edward Augustus Brackett, sculpteur américain († 15 mars 1908),
- 7 octobre : Narcisse Salières, peintre et illustrateur français († 28 mars 1908).
- 13 octobre : Eugène Ernest Hillemacher, peintre français († 3 mars 1887),
- 24 décembre : Fulvia Bisi, peintre italienne († 15 juillet 1911),
- 25 décembre : Charles Jalabert, peintre français († 8 mars 1901),
- ? :
  - Achille Carillo, peintre italien († 1880),
  - Adolphe Perrot, peintre français († 9 mai 1887),
  - Mikhaïl Sajine, peintre paysagiste russe († 1885),
  - Pavle Simić, peintre serbe († 17 janvier 1876).

## Décès
- 5 janvier : Marcello Bacciarelli, peintre italien (° 16 février 1731),
- 16 janvier : Heinrich Guttenberg, graveur allemand (° 29 avril 1749),
- 4 juin : Egbert van Drielst, peintre néerlandais (° 12 mars 1745),
- 11 juillet : Jean-Joseph Patu de Rosemont, peintre français (° 1767),
- 28 septembre : Franz Gleissner, compositeur et lithographe allemand (° 6 avril 1761),
- ? : George Cuitt l'Ancien, peintre britannique (° 1743).